# Pro meritae Quieti
Pro meritae Quieti je dvoupatrová pozdněbarokní budova stojící za Klášterem františkánů a Kostelem sv. Petra a Pavla v Nitře.

## Historie
Budova byla postavena pro staré kněze na zasloužený odpočinek, což značí nápis nad vchodem Pro meritae Quieti. O její výstavbu se postaral Jozef Vurum v roce 1776 a v roce 1832 podle projektu P. Geisslera byla klasicistně přestavěna s novou empírovou fasádou. Budova má půdorys ve tvaru "U". Vnitřní prostor je uzavřen západním blokem budovy Velkého semináře s průchodem ve dvoře. V minulosti zde sídlilo Vlastivědné muzeum a dnes opět slouží svému původnímu účelu.